# ティーエスアルフレッサ
ティーエスアルフレッサ株式会社はアルフレッサ ホールディングス傘下で、広島市に本社を置く医薬品、医療機器及び化粧品の卸売を中心とする企業である。中国地方を地盤とする。

## 沿革
- 1947年4月：八紅産業株式会社として会社設立。
- 1961年10月：尾道薬品協同組合から営業権を譲受。
- 1965年4月：富士薬品（注・さいたま市に本社がある同名会社とは無関係）を合併。成和産業株式会社に商号変更。
- 1967年2月：広島県三次市の長谷川畜産に関する営業権を譲受。
- 1969年7月：岡山市の岡山ミドリに関する営業権を譲受。
- 1974年3月：島根県松江市の光栄堂とを合併。
- 1975年6月：島根県出雲市の小玉薬局の卸部門に関する営業権を譲受。
- 1976年11月：松江市の小玉愛薬局の卸部門に関する営業権を譲受。
- 1978年7月：鳥取県米子市の山陰薬品を合併。
- 1979年3月：岡山市の新和薬品の鳥取県における営業権を譲受。
- 1990年10月：本社を現在地に移転。
- 1994年10月：広島証券取引所に株式を上場（2000年3月、広島証券取引所合併に伴い、東京証券取引所第二部に変更）。
- 1998年7月：大熊器械及びテクノメディック大熊の営業権を譲受。
- 1998年11月：自社及びオムエル（広島市）、サンキ（広島市）、小林製薬（大阪市）との四社で薬粧会社「健翔」（後にコバショウに社名変更）を設立。
- 2000年7月：丸一倉庫運輸の全株式を取得。子会社化。
- 2001年2月：オムエルの検査試薬部門に関する営業権を譲受。
- 2004年9月：いずれも東京都の福神（現・アルフレッサ）及びアルフレッサ ホールディングスと業務提携。
- 2005年1月：広島市のエム・アール・ピーと業務提携。
- 2005年10月：株式交換によりアルフレッサ ホールディングスの完全子会社となる。
- 2009年4月：尾道市の尾道流通団地内に1万6000平米の物流センター完成、5月7日稼働。
- 2015年4月：同じくアルフレッサ ホールディングスの完全子会社である山口県宇部市の常盤薬品を吸収合併し、ティーエスアルフレッサ株式会社に商号変更。
- 2016年7月：九州エリアにおける医薬品等卸売事業をアルフレッサへ譲渡。

## 支店一覧
- 広島県：広島第一支店、広島第二支店、広島第三支店、広島機器試薬支店、広島病院支店、呉支店、三次支店、東広島支店、福山支店、尾道支店
- 岡山県：岡山支店、岡山機器試薬支店、倉敷支店、津山支店
- 山口県：宇部支店、宇部病院支店、山口支店、山口機器試薬支店、下関支店、岩国支店、下松支店、柳井支店、長門支店
- 島根県：松江支店、出雲支店、浜田支店、益田支店
- 鳥取県：米子支店、倉吉支店、鳥取支店

## 主要取引メーカー
- 第一三共、中外製薬、ノバルティス、テルモ、オリンパス、アステラス製薬、万有製薬、田辺三菱製薬、ツムラ、大鵬薬品工業、大塚製薬、大日本住友製薬、武田薬品、沢井製薬